# 晴れたらイイねッ!Let'sコミミ隊
『晴れたらイイねッ!Let'sコミミ隊』（はれたらイイねッ レッツ・コミミたい）は、フジテレビ系列局ほかで放送されていたフジテレビ制作の旅番組である。制作局のフジテレビでは2003年10月5日から2007年3月25日まで放送。それ以前にも1994年10月1日から2003年9月27日まで『晴れたらイイねッ!』と題して放送されていた。

## 概要
出演者各々が小耳に挟んだ「コミミ情報」を手がかりにして繰り広げる旅の模様を放送していた番組。旅人役を務めていたのは主にフジテレビのアナウンサーで、毎回2、3人が輪番出演していた。他にタレントも準レギュラーとして出演していた。
第1回では、本番組の企画者でプロデューサーでもある益田由美、新人研修を受けた後の木佐彩子、内海光司、藤波辰爾の4人が出演していた。なお、番組最多の出演者は益田である。かつてはアナウンサーが水着姿や入浴シーンなどを披露することもあったが、末期にはそのようなシーンはタレントがこなすことが多くなっていった。
当初はローカルスポンサーによる放送で、系列局であってもこの番組を放送しない局もあったが、前番組『キンカン民謡セレクション』の放送時間変更版である『キンカン民謡ふるさとめぐり』からの移行でキンカンの一社提供番組になり、これを機に全国ネット番組に昇格した。なお、キンカンの一社提供は2006年9月24日放送分まで続いたが（番組の終了後にはイオンのCMがヒッチハイクで流れていた）、同年10月1日放送分をもってMITSUBISHI MOTORSを筆頭とする複数社提供になり、キンカンはこの枠から完全撤退することになった。
途中、1998年4月から1999年9月まで『土曜一番!花やしき』に吸収され、同番組内で放送されていたことがある（『花やしき』非ネット局では引き続き単独番組として放送）。この時期のみ、『花やしき』のスタジオにおいてメイン司会者とロケリポーターによるトークもありという構成になっていた。1999年10月に再び単独番組化した。
放送10周年を迎えた2003年10月5日、それまで番組が放送されていた土曜朝の時間帯に『めざましどようび』がスタートするのに伴い、日曜7:00枠へ移動した。また、これを機に『Let'sコミミ隊』と改題した。改題リニューアルしてからは毎回Mr.Childrenの楽曲を使用していた。末期にはオープニングテーマに奥田民生の「イージュー★ライダー」を、エンディングテーマにPUFFYの「チェリー」を使用していた。それ以前には松本英子の「空を見上げて～sha la la～」などがテーマ曲で使用されていた。
2004年8月1日放送分で放送500回を迎えた。ただし、途中に1回欠番があったため、実際に500回を迎えたのは翌週放送分であった。
番組は、2007年3月25日放送分をもって13年間にわたる放送に幕を下ろした。それからは長らく何の動きも無かったが、レギュラー放送の終了から5年後となる2012年12月31日（月曜） 6:00 - 7:00 にフジテレビ系列局で初の復活特番『晴れたらイイねッ!2012』が放送された。また、2年後の2014年12月31日（水曜） 5:25 - 7:00 にも同系列局で『晴れたらイイねッ!2014 大みそかSP』が放送された。

## 出演者
- フジテレビアナウンサー - 2、3人が週替わりで出演。ナレーションも彼らが週替わりで担当していた。特に奥寺健、伊藤利尋が担当する機会が多かった。
- Take2 - 深沢邦之と東貴博のいずれかが出演。
- 中村豪（やるせなす）
- 岡田圭右（ますだおかだ）
- 内海光司
- 山本淳一

## コーナー

### 番組終了時点のコーナー
- 1泊2日どっぷり田舎暮らし
- 俺たちの湯けむり旅
- 地元タクシーで行く!
- 究極のどんぶりシリーズ
- ぶらりノープランで行こう
- 完全攻略ガイド

### 途中まで実施していたコーナー
- 晴れたら通信 - その回の出演者たちが旅を振り返るコーナー。
- 堺の車窓から - 堺正幸の担当コーナー。『世界の車窓から』（テレビ朝日）のパロディ。
- 尚子の酒 - 田代尚子の担当コーナー。
- 彩ゴハン - 高島彩の担当コーナー。
- 美奈子のeふぉま! - 中野美奈子の担当コーナー。

## スタッフ
- 企画プロデュース：益田由美（フジテレビアナウンサー、不定期で出演）
- 編成：横野菜美子（フジテレビ）、夏野亮（フジテレビ）
- 撮影技術：堂本昌宏（アビス）、河村正敏・岡部聡（セイビン映像）、猪俣康幸（ファーストハンド）、新垣直哉・水野宏重・池田昌史（UMIプロ）、吉田誠、渡辺勝重、元木宏（八峯テレビ）、柳ヶ瀬善夫（タオコミュニケーション）、平山義典（ヌーベルバーグ）、武内克己、成田伸二、織笠孝治、馬場宏子
- 編集技術：森田誠（TDKコア）→ 石井けんさく（ARTPLAZA・現:石井謙作）→ 井口敬太（三友VTC）
- 音響効果：小堀貴史（SPOT）
- ＡＰ：小川さつき
- 演出補：日高雅之、森多佳子、小川秀三郎、街風建雄 ほか
- 演出：野別英明（後期には総合演出）、近藤泰教、菅原和彦、望月一挟、石澤義典、荒外史、牧島元章、森山宏昭、小梁一正 ほか
- プロデューサー：宮澤博（テレコムスタッフ）
- 制作協力：テレコムスタッフ
- 制作著作：フジテレビ

| 期間    | 期間   | 放送時間（日本時間） | 備考                    |
| ------- | ------ | -------------------- | ----------------------- |
| 1994.10 | 1998.3 | 土曜 8:00 - 8:30     |                         |
| 1998.4  | 1999.9 | 土曜 7:55頃 - 8:25頃 | 土曜一番!花やしきに内包 |
| 1999.10 | 2003.9 | 土曜 8:00 - 8:30     |                         |
| 2003.10 | 2007.3 | 日曜 7:00 - 7:30     |                         |

## 放送局
| 放送対象地域  | 放送局             | 系列                                         | ネット形態                       | 備考              |
| ------------- | ------------------ | -------------------------------------------- | -------------------------------- | ----------------- |
| 関東広域圏    | フジテレビ         | フジテレビ系列                               | 制作局                           |                   |
| 北海道        | 北海道文化放送     | フジテレビ系列                               | 同時ネット                       |                   |
| 青森県        | 青森放送           | 日本テレビ系列                               | 遅れネット                       | [ 注 1 ]          |
| 岩手県        | 岩手めんこいテレビ | フジテレビ系列                               | 同時ネット                       |                   |
| 宮城県        | 仙台放送           | フジテレビ系列                               | 同時ネット                       |                   |
| 秋田県        | 秋田テレビ         | フジテレビ系列                               | 同時ネット                       |                   |
| 山形県        | テレビユー山形     | TBS系列                                      | 遅れネット                       | 1997年3月まで     |
| 山形県        | さくらんぼテレビ   | フジテレビ系列                               | 同時ネット                       | 1997年4月開局から |
| 福島県        | 福島テレビ         | フジテレビ系列                               | 同時ネット                       |                   |
| 新潟県        | 新潟総合テレビ     | フジテレビ系列                               | 同時ネット                       |                   |
| 長野県        | 長野放送           | フジテレビ系列                               | 同時ネット                       |                   |
| 山梨県        | 山梨放送           | 日本テレビ系列                               | 遅れネット                       | [ 注 2 ]          |
| 静岡県        | テレビ静岡         | フジテレビ系列                               | 同時ネット                       |                   |
| 富山県        | 富山テレビ         | フジテレビ系列                               | 同時ネット                       |                   |
| 石川県        | 石川テレビ         | フジテレビ系列                               | 同時ネット →先行放送 →同時ネット | [ 注 3 ]          |
| 福井県        | 福井テレビ         | フジテレビ系列                               | 同時ネット                       |                   |
| 中京広域圏    | 東海テレビ         | フジテレビ系列                               | 同時ネット →先行放送 →同時ネット | [ 注 4 ]          |
| 近畿広域圏    | 関西テレビ         | フジテレビ系列                               | 同時ネット                       |                   |
| 島根県 鳥取県 | 山陰中央テレビ     | フジテレビ系列                               | 同時ネット                       |                   |
| 岡山県 香川県 | 岡山放送           | フジテレビ系列                               | 同時ネット                       |                   |
| 広島県        | テレビ新広島       | フジテレビ系列                               | 同時ネット                       |                   |
| 愛媛県        | テレビ愛媛         | フジテレビ系列                               | 同時ネット                       |                   |
| 高知県        | 高知さんさんテレビ | フジテレビ系列                               | 同時ネット                       | 1997年4月開局から |
| 福岡県        | テレビ西日本       | フジテレビ系列                               | 同時ネット                       |                   |
| 佐賀県        | サガテレビ         | フジテレビ系列                               | 同時ネット                       |                   |
| 長崎県        | テレビ長崎         | フジテレビ系列                               | 同時ネット                       |                   |
| 熊本県        | テレビ熊本         | フジテレビ系列                               | 同時ネット                       |                   |
| 大分県        | テレビ大分         | 日本テレビ系列 フジテレビ系列                | 同時ネット →遅れネット           | [ 注 5 ]          |
| 宮崎県        | テレビ宮崎         | フジテレビ系列 日本テレビ系列 テレビ朝日系列 | 同時ネット                       |                   |
| 鹿児島県      | 鹿児島テレビ       | フジテレビ系列                               | 同時ネット                       |                   |
| 沖縄県        | 沖縄テレビ         | フジテレビ系列                               | 同時ネット                       |                   |